# Организация украинских националистов (мельниковцы)
Организа́ция украи́нских национали́стов (ме́льниковцы), ОУН(м) (укр. Організація українських націоналістів (мельниківці)) — одна из двух фракций, возникших в результате раскола Организации украинских националистов в начале 1940 года. Объединила сторонников А. А. Мельника, утверждённого II Большим Сбором украинских националистов на посту председателя Провода украинских националистов 27 августа 1939 года.
Полковник армии УНР Андрей Мельник, близкий соратник бывшего лидера ОУН Евгения Коновальца, представлял старшее, более умеренное крыло организации. Его приход к руководству ОУН стал возможен благодаря тому, что молодые и более радикально настроенные активисты Краевой экзекутивы ОУН на западноукраинских землях в это время отбывали длительные сроки заключения в польских тюрьмах.
В начале 1940 года, через несколько месяцев после оккупации Польши и выхода на свободу тысяч бывших политзаключённых, конфликт в руководстве ОУН привёл к её расколу на две фракции. Одна именовала себя ОУН революционеров (ОУН-р) либо ОУН (бандеровцы) (ОУН(б)) по фамилии её руководителя Степана Бандеры; вторая — группировка сторонников Андрея Мельника — наряду с неофициальным названием мельниковцы придерживалась первоначального названия ОУН, подчёркивая свою преемственность по отношению к ОУН, созданной в 1929 году, а также именовала себя ОУН-солидаристы (ОУН(с)).

## Предыстория
После того, как 23 мая 1938 года в Роттердаме сотрудником НКВД Павлом Судоплатовым был убит глава ОУН Евгений Коновалец, фактически исполняющим лидера стал Андрей Мельник — один из ближайших сподвижников покойного. C точки зрения сохранения преемственности это была самая логичная фигура. Мельник был одним из наиболее близких друзей и соратников Коновальца, они служили ещё в Сечевых стрельцах в ПМВ, в позже были тесно связаны с петлюровским движением и подпольной работе в УВО, В 30-е годы Мельник всё реже участвовал в политической деятельности, зато сблизился с влиятельным митрополитом Украинской грекокатолической церкви Шептицким. Кроме того, он имел неплохие политические связи, в первую очередь в Германии. Однако в середине 1930-х в подполье ОУН на западе Украины стала закладываться опасная для Мельника тенденция. Пришедшее в организацию более молодое поколение националистов в меньшей степени доверяло начальству в эмиграции и больше ориентировалось на себя. Коновалец как создатель УВО и ОУН ещё считался у них авторитетом. Но вот Мельник подобного влияния в их кругу не имел. Команда молодых оуновцев считала, что пост главы организации должен был занять Степан Бандера, который за террористическую деятельность против Польши отбывал пожизненное заключение. Хотя конфликт на время угас в связи с военными приготовлениями будущей кампании против Польши, он начал процесс раскола на «старых» и «молодых».
26—27 августа 1939 года Андрей Мельник был официально утверждён в должности главы ОУН Вторым Большим Сбором в Риме. На сборе были утверждены новая политическая программа и Устав организации, также расширялись полномочия главы. Помимо Мельника значительное влияние на дела организации оказывало осуществляло так называемое «Узкое руководство» «Провода украинских националистов» (ПУН), или «триумвират» — Ярослав Барановский («Макар»), Омелян Сеник («Грибовский») и Микола Сциборский.

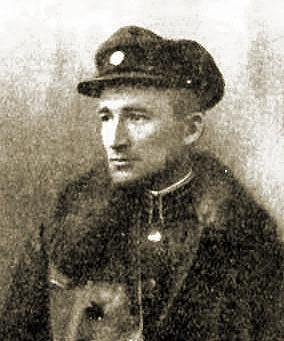
Андрей Мельник

Для проведения внутри Польши подрывной деятельности немцы летом 1939 года сформировали специальное подразделение — «Военные отряды националистов» («укр. Військові Відділи Націоналістів» под руководством полковника Романа Сушко), называемое также «Легион Сушко» или просто «Украинский легион». ОУН под руководством Мельника видела в «легионе Сушко» основу будущей украинской армии.
Согласно первоначальным планам, «Украинский легион» готовился к проведению диверсий, ведению разведывательной и пропагандистской деятельности в тылу польских войск и организации вооружённых выступлений украинских националистов на Волыни и в Восточной Малопольше, что должно было сковать часть польской армии. Подписание 23 августа 1939 года Договора о ненападении между Германией и Советским Союзом привело к тому, что эти планы оказались нереализованными. Германия, чтобы не раздражать нового союзника, решила прибегнуть к этому только в крайнем случае. Однако СССР затягивал своё вступление в войну, и в этой связи снова встал вопрос об украинском восстании. 12 сентября, на специальном совещании в поезде Гитлера в Силезии состоялось совещание, на котором обсуждалось такая
возможность. Фельдмаршал Кейтель представил тогда три варианта дальнейшего развития ситуации: раздел территорий Польши между III Рейхом и СССР, создание урезанного со всех сторон и демилитаризированного Польского государства, с которым было бы заключено мирное соглашение, наконец, передача Виленщины Литве и создание на территории Восточной Галиции и Волыни Западноукраинской республики. 15 сентября состоялась встреча адмирала Вильгельма Канариса с Андреем Мельником в Вене, а затем глава ОУН принялся комплектовать состав будущего правительства Украины, однако 17 сентября началось советское наступление. По завершении польской кампании «Украинский легион» Сушко был расформирован.

## Конец 1939 — весна 1941 годов: раскол ОУН
13 сентября 1939 года в разгар Польской кампании главный оппонент Мельника — Степан Бандера, вышел на свободу из брестской тюрьмы и вскоре прибыл во Львов, где в условиях строгой конспирации пробыл около двух недель. Ознакомившись со складывающейся обстановкой, Бандера счёл необходимым перестроить всю работу ОУН и направить её против нового главного врага — СССР. Далее он перебирается в немецкую зону оккупации Польши, с целью урегулировать внутренний спор, возникший в организации между «старым» начальством и «молодыми» активистами, которые склонялись к более радикальной политике.
По оценкам современных украинских историков, на конец 1939 года насчитывалось 8—9 тыс. членов ОУН (максимум 12 тысяч, если считать всех активно сочувствующих националистическим идеям). Часть ОУН во главе с Мельником считало, что надо делать ставку на Германию и её военные планы. Другая часть во главе с Бандерой — что надо создавать вооружённое подполье и быть готовыми к партизанской войне, в том числе и с немцами. Андрей Мельник и его ближайшее окружение в ПУН не видели возможности для организации успешного вооружённого выступления на Украине, считая необходимым вывести как можно больше членов ОУН в Генерал-губернаторство, а тем, кто в условиях глубокой конспирации останется в советской Украине, должна быть поставлена задача агитационно-пропагандистской работы и подготовки к диверсиям и местным вооружённым выступлениям только на случай начала войны. Мельник рассчитывал организовать обучение основной ударной силы оуновцев под руководством немецких инструкторов на территории Генерал-губернаторства, а при нападении Германии на СССР использовать их в «борьбе с большевизмом» в качестве союзной вермахту украинской армии. С этой целью в Кракове было создано и вело активную работу украинско-германское военное бюро под руководством полковника Романа Сушко. Позже в Кракове был создан Украинский центральный комитет (УЦК) — структура, формально управлявшая «украинскими вспомогательными комитетами» (укр. українські допомогові комітети), а на деле являвшаяся одним из организационных центров ОУН. Формальным руководителем УЦК был выбран беспартийный Владимир Кубийович, хотя в самом аппарате на различных должностях находились члены и сторонники ОУН.
В декабре 1939 года в Риме состоялась встреча Бандеры с Мельником. В связи с неопределённым ходом войны, Бандера предложил, чтобы Мельник переехал в нейтральную Швейцарию и оттуда представлял организацию на международном уровне. В то же время появился замысел создать две автономные зарубежные ячейки ОУН, одна — на территории, которые оставались «в орбите» Германии (а следовательно, в оккупированной Польше), а вторая — в Канаде или США. Бандера также надеялся на отстранение от руководства Провода ОУН Емельяна Сеника, Николая Сциборского и Ярослава Барановского, которых обвиняли в агентурной деятельности против ОУН в пользу Польши, одним доказательством чего якобы должно было быть сотрудничество брата Барановского с польской полицией. Неприязнь Бандеры к Ярославу Барановскому дополнительно усиливал тот факт, что он проиграл ему борьбу за симпатии женщины, Анны Чемеринской, к которой он, похоже, имел глубокие чувства.
Требования сторонников Бандеры поставили Мельника в неудобное положение. Его выезд в Швейцарию был равнозначен потере влияния на организацию и отречению от власти в пользу локальной, так называемой «немецкой» ячейки. Естественно, что он отклонил предложение. В этих обстоятельствах главенствующая группа «молодых» собралась 10 февраля 1940 в Кракове и объявила о создании революционной фракции ОУН, которую сокращённо — от фамилии Бандеры — назвали ОУН-Б. Бандера и его сторонники объявили Мельника неспособным возглавлять «национальную борьбу за независимость Украины», обвинив его в потворстве провокаторам, медлительности и неумении использовать ситуацию для ведения активной борьбы против СССР, а также запретили его сторонникам проводить какие бы то ни было акции от имени ОУН. Началась беспощадная, длительная борьба за влияния в организации, которая впоследствии приобрела даже кровавый характер.
Какой-либо специфической идеологической подоплёки раскол не имел — в центре конфликта были вопросы тактики и противоречия между «Краем» и эмиграцией. Раскол легитимизировал реальное положение дел: две практически автономные организации, разлад между которыми усугублялся спором «практиков» и «теоретиков» и приобретал черты конфликта поколений, получили окончательную самостоятельность. Главный идеолог ОУН-Б Степан Ленкавский утверждал, что между бандеровцами и мельниковцами не существует идеологических различий, а имеются лишь расхождения в тактике, а также проблема личных отношений между лидерами (проводниками).
Окончательное размежевание между двумя фракциями оформилось в начале апреля 1941 года, когда сторонники Бандеры провели в Кракове свой собственный II Большой Сбор украинских националистов, на котором результаты римского II Большого Сбора августа 1939 года были объявлены недействительными, а сам Мельник и его сторонники — диверсантами и вредителями. Новым вождём ОУН был объявлен Степан Бандера. С этого времени идёт отсчёт существования двух ОУН, каждая из которых претендует на то, что только она является единственно верной.
В подготовке нападения Германии на СССР принимали участие обе фракции ОУН — ОУН-Б и ОУН-М, хотя наибольшую активность проявляло именно бандеровское движение. Украинская эмиграция — за исключением территории Генерального губернаторства — встала скорее на сторону Мельника, а на Западной Украине бандеровцы переняли структуры ОУН почти полностью. Заместитель руководителя Отдела II подполковник Э. Штольце в своих показаниях, которые были включены Нюрнбергским трибуналом в эпизод «Агрессия против СССР», заявил, что он лично отдавал указания Мельнику и Бандере «организовать сразу же после нападения Германии на Советский Союз провокационные выступления на Украине с целью подрыва ближайшего тыла советских войск, а также для того, чтобы убедить международное общественное мнение в происходящем якобы разложении советского тыла».

## Идеология
Ещё в 1941 году ведущим идеологом ОУН Николаем Сциборским была составлена Конституция Украины, излагавшая взгляды украинских националистов на будущее украинское государство. «Украина является суверенным, авторитарным, тоталитарным, профессионально-сословным ([професійно-становим]) государством, носящим название Украинское государство». Основой власти должна стать «нациократия» — «власть Нации в государстве, опирающаяся на организованное и солидарное сотрудничество всех общественнополезных слоёв, объединённых в соответствии с их общественными и профессиональными производственными функциями в представительных органах государственного управления». Конституция не обозначала конкретные границы государства, — они должны были быть установлены позже.
Главой Украины становился «Вождь Нации», который избирался на пожизненный срок. При этом «вождь» отвечал только перед «Богом, Нацией и собственной совестью». Конституцией предусматривалось правительство, ответственное лишь перед «вождём», который имел право увольнять министров и сам автоматически являлся главой правительства.
Законодательным органом провозглашался государственный Сойм («Державный Сойм»). Кандидаты в него должны выдвигаться специальными выборщиками от профессиональных и культурных организаций (число кандидатов от округа «могло», но не было обязано, превышать число депутатов), выборы же должны были происходить на основе всеобщего избирательного права для мужчин и женщин, с возрастным цензом от 25 лет. При этом «вождь» мог по своему желанию распускать Сойм.
Конституция не отделяла церковь от государства, церковь признавалась «великой ценностью, способствующей развитию духовно-моральных сил». Более того, «украинское государство стоит на положении защиты церкви и взаимного сотрудничества». Официальными церквями провозглашались Украинская автокефальная православная церковь (УАПЦ) с патриархатом в Киеве и Украинская Греко-католическая церковь (УГКЦ). При этом «вождь» утверждал в должности высших иерархов «Украинской церкви».
Согласно Конституции, все «общественные слои нации объединяются в соответствии с родом труда, профессий и хозяйственных функций в профессионально-сословные организации». Только граждане, поражённые в правах, не могли состоять в тех или иных профессиональных организациях. При этом «социальная ценность граждан в Украинском государстве обуславливается их деятельностью и полезностью национальному сообществу».
Украинский язык признавался единственным государственным, а издательская деятельность на других языках должна была быть ограниченной и подчинённой надзору властей.
В земельном вопросе мельниковцы предлагали решение: «Вся земля крестьянам на основе частной трудовой собственности» с обещанием ликвидировать колхозы, но, как и у бандеровцы, мельниковцы выступали против немедленной ликвидации колхозов и неконтролируемого расхищения крестьянами колхозной собственности, предполагая некий переходный период, во время которого крестьяне продолжали бы работать на прежних условиях. Применительно к промышленности мельниковцы выступали за «государственный хозяйственный план, делающий невозможным анархию капиталистического производства» и «профессионально-производственную организацию всех слоёв украинского народа».

## 1941—1945
После начала операции «Барбаросса» мельниковская фракция ОУН аналогично бандеровцам сформировала три походные группы на Восток Украины. Обе фракции ОУН перед началом войны договорились между собой, что каждый населённый пункт остаётся в ведении той группы, которая первая его достигла. На самом деле далеко не всё складывалось так идиллически — происходили и междоусобные стычки. Документы свидетельствуют, что с первых дней между бандеровцами и мельниковцами началась борьба за руководящие должности в учреждениях, создаваемых немцами. Между тем, когда победителями в гонке за Львов стали сторонники Бандеры, именно мельниковцам удалось перехватить инициативу в восточных областях Украины, и некоторые даже стали бургомистрами и старостами ряда оккупированных городов и сёл.
В августе 1941 года мельниковцы создали Буковинский курень, который считали ядром будущей украинской армии. Но уже к концу года курень расформировали, а его личный состав направили в отряды вспомогательной полиции.

30 августа 1941 в Житомире в результате террористического акта погибли члены провода ОУН(м) Емельян Сенник и Николай Сциборский. Затем в разных городах было убито ещё несколько высокопоставленных мельниковцев. Руководство ОУН(м) возложило вину за эти преступления на бандеровцев. Поэтому 13 сентября РСХА, воспользовавшись этим поводом, издало приказ об аресте руководителей и активных членов ОУН-Бандеры.
Походная группа ОУН(м), которая достигла в конце сентября 1941 года Киева, наладила выпуск газеты «Украинское Слово», в Киеве именно мельниковцам удалось создать Украинскую Национальную Раду — орган местного самоуправления. Немецкая оккупационная власть, недовольная растущим влиянием УНРады, с середины ноября 1941 начала акцию на её ликвидацию. Сотрудники спецслужб и чиновники РКУ не исключали, что ОУН(м) в дальнейшем может пойти по пути ОУН(б): создать антигерманское подполье, начать пропаганду против Рейха и военное сопротивление нацистам. В конце 1941 г. — в начале 1942 г. немцы провели первую массовую волну репрессий против членов ОУН(м). Одним из крупнейших центров этих репрессий стал Киев, где собралось большое количество сторонников Мельника. Подобные репрессии и аресты проходили и в других городах на территории РКУ. Часть мельниковцев попала в концлагеря нацистской Германии. Часть арестованных в том числе поэтессу Елену Телигу, расстреляли в Бабьем Яре (по другим данным, их убивали в застенках гестапо на Владимирской улице, где сейчас находится здание СБУ).
Немецкая оккупационная политика привела к тому, что в 1942 году в самой ОУН-М состоялся внутренний раскол на фоне отношение к немцам. Андрей Мельник настаивал на дальнейшем сотрудничестве с Третьим Рейхом и занимался рассылкой меморандумов в Берлин с подобными предложениями, однако часть деятелей ОУН-М имела другое мнение. Активность ОУН-М изначально свелась к информационному сопротивлению: распространению листовок антинемецкого содержания и завуалированному выражению недовольства немецкой политикой в контролируемой их сторонниками прессе, например газете «Волынь» в Ровно (главный редактор — член ОУН(м) У. Самчук).
24-25 мая 1942 года в Почаеве состоялась конференция ОУН-М, на которой был избран заместитель Мельника — им стал Олег Кандыба-Ольжич — и было решено взяться за формирование партизанских подразделений, с целью воевать против немцев. К первой половине 1943 года мельниковцам удалось создать партизанских отрядов на Волыни. Их общая численность составляла 2—3 тысячи человек. Сильнейшим из них была сначала сотня, а затем курень «Хрена» (Николая Недзведского). Мельниковцы наладили отношения с Полесской Сечью Тараса Бульбы-Боровца. В штаб ПС делегируется как постоянный представитель ОУН-М — Олег Штуль-Жданович. На какое-то время мельниковцы также скоординировали свои действия и с бандеровцами. Они, в частности, вместе устраивали засады на дорогах на небольшие немецкие подразделения, в одной из стычек мельниковцы убили православного митрополита Алексия Громадского. Однако в течение июля-августа 1943 года бандеровцы силой разоружили большую часть этих подразделений, а затем некоторых мельниковских партизан (в том числе Максима Скорупского «Макса») включили в ряды УПА.
Если на Волыни мельниковцы и бандеровцы пытались в некоторой мере ладить, то в Генерал-Губернаторстве они не скрывали взаимной неприязни. Когда 11 мая 1943 года во Львове был застрелен известный деятель ОУН-М Ярослава Барановского, в этом покушении мельниковцы немедленно обвинили бандеровцев; те же в специальном заявлении отвергли обвинения. 14 января 1944 года мельниковцев постиг следующий сильный удар: неизвестные убили во Львове полковника Романа Сушко. Подозрение и на этот раз упало на бандеровцев. Оба убийства — и Барановского, и Сушко — осудил митрополит Андрей Шептицкий. В феврале мельниковцы (возможно, в ответ на покушение на Сушко) обвинили УПА в провоцировании немцев к совершению пацификаций против украинцев и в продовольственном грабеже украинских крестьян.
Андрей Мельник с июля 1941 года по январь 1944 года находился под домашним арестом в Берлине, но под постоянным наблюдением гестапо продолжал возглавлять ПУН и ОУН. Мельник тайно встречался с представителями ОУН, которые предоставляли ему оперативную информацию о состоянии событий в Украине, и отправлял через них соответствующие директивы в Украину. На практике полную власть над организацией осуществлял заместитель Мельника — Олег Кандыба-Ольжич. В течение этого времени Мельник также встречался и вёл переговоры с представителями украинских националистических организаций с целью консолидации усилий по восстановлению украинского государства. Мельник неоднократно отправлял различные меморандумы, письма и заявления к чиновникам Немецкого государства включая Адольфа Гитлера, с целью изменить немецкую политику в отношении украинского народа, и отношение немецких политических элит к вопросу независимости украинского государства в пределах его этнических земель
В начале 1944 года Мельник в нескольких выступлениях в Берлине резко отрицательно отозвался о политике Германии, а его люди попытались установить контакт с союзниками. В ответ на ОУН-М снова посыпались германские репрессии. Кроме самого Мельника был арестован ряд других деятелей. Мельник 26 февраля был интернирован в политической тюрьме Заксенхаузена, где уже больше двух лет сидел Бандера (освобождён в октябре 1944). Главой ОУН-М на время ареста вождя стал Олег Ольжич, которого также арестовали 25 мая 1944 года и отправили в концлагерь Заксенхаузен, где тот погиб. После ареста Ольжича ОУН-М возглавил Ярослав Гайвас. В конце мая в Турке он собрал конференцию ОУН-М, где было решено создать партизанский отряд для борьбы с коммунистами. Вооружённое формирование получило название «Отряд им. Павла Полуботка». Отряд был основан в Бещадском повяте. В конце августа 1944 года подразделение разоружили бандеровцы и включили в курень УПА под командованием Мартина Мизерного-«Рена».
24 апреля 1944 года во Львове была создана Всеукраинская Национальная Рада на базе Украинских Национальных Рад Киева, Львова и Сойма Карпатской Украины. От имени последнего документ подписал Ю. Ревай, от имени Киевской Национальной Рады — Н. Величкивский, от имени Львовской Национальной Рады — митрополит Андрей Шептицкий. Цель ВУНР была примерно та же, что и УГВР — объединение всех сил для борьбы за УССД и представление Украины за границей. В августе 1944 г. была принята Платформа ВУНР. Принципы, провозглашаемые ею, были близки к идеям, провозглашаемым УГВР. Согласно Платформе ВУНР принципы устройства будущего украинского государства должен был бы решить «Всенародный Парламент», избранный прямым всеобщим тайным голосованием. Его избранию должен был предшествовать двухлетний период диктатуры «Революционного Парламента», созванного ВУНР. Национальным меньшинствам при условии их лояльности украинскому государству и работе даровались все права и свободы.
Поздней осенью 1944 года руководство ОУН-М, отправившееся в эмиграцию, встретилось в Братиславе. На собрании была принята директива, от места совещания названная братской, в которой утверждено, что вооружённая борьба в нынешней ситуации не имеет никаких шансов на успех, поэтому всю организационную деятельность решено перенести в сферу политики и культуры.
По данным самих мельниковцев, в 1941—1944 гг. ОУН (м) потеряла от рук нацистов убитыми 4756 членов, в том числе 197 членов высшего руководящего звена, и среди них — 5 членов Провода ОУН (м). 132 мельниковца были узниками нацистских концлагерей, в том числе 7 членов Провода. 95 % жертв ОУН (м) были в Рейхскомиссариате Украина.
В марте 1945 года в Веймаре лидеры обеих фракций ОУН принимали активное участие в создании Украинского национального комитета — орган, напоминавший правительство в изгнании. В него вошли и другие украинские националистические организации. Председателем комитета стал генерал-лейтенант УНА Павел Шандрук. Однако комитет не успел развернуть активную деятельность, ибо 8 мая 1945 г. Третий Рейх капитулировал, соответственно и УНК был ликвидирован. После Второй мировой войны в Европе большинство руководящих деятелей ОУН обеих фракций оказались в зоне оккупации западных союзников.

## Национальная политика и участия в массовых убийствах

### Евреи
Как и бандеровцы, мельниковцы также участвовали в еврейских погромах в западных областях Украины в первые дни германо-советской войны.
Находясь на службе в полиции и самоуправлении в Киеве, мельниковцы принимали участие в преследовании евреев. Одной из дискуссионных тем в историографии является участие промельниковского Буковинского куреня Петра Войновского в расстреле евреев в Бабьем Яре в сентябре 1941 г. Существуют разные мнения относительно того, принимал ли участие курень Войновского в расстреле евреев. Долгое время считалось, что бойцы Буковинского куреня принимали участие в расстреле евреев в Бабьем Яре. Но в последнее время появились работы, опровергающие это. Из архивов НКВД-КГБ известно, что при выступлении куреня из Буковины для демонстрации своего доброго отношения к Германии руководством ОУН Буковины во главе с Войновским после отступления советских войск была организована серия еврейских погромов. Только в селе Милиеве 5 июля было уничтожено 120 человек. Подобные расправы над евреями были учинены ещё как минимум в 6 сёлах. По мнению других авторов, еврейские погромы были повсеместными и не обязательно были всязаны с деятельностью ОУН.
Антисемитизм ОУН-М имел возможность найти своё выражении в органах прессы. Например, в Киеве с середины сентября по начало декабря 1941 г. газета «Украинское слово» («Українське слово»), главредом которой был мельниковец Иван Рогач, разместила на своих страницах в разных рубриках более 100 антиеврейских статей. И в 1942—1943 гг. мельниковцы оставались на платформе антисемитизма. В листовках, адресованных украинцам-красноармейцам, мельниковцы писали следующее: «Позволите ли, чтобы и дальше Украину угнетала и грабила московско-жидовская банда кровавого Кремля?». В другой своей листовке мельниковцы призывали: «Долой московско-жидовскую коммуну!». Более того, мельниковцы в 1942 г. фактически оправдывали немецкую политику в отношении евреев, заявляя, что «жидовская проблема на Украине, как опора большевизма, развязана немцами».

### Поляки
Изначально мельниковцы также были настроены враждебно по отношению к польскому населению Украины. В первой половине 1943 года партизанские формирования ОУН-М принимали участие в совместных с УПА антипольских акциях, к примеру, в Кутах. Но уже на рубеже 1943-44 гг. их взгляды поменялись на противоположные. Мельниковцы были убеждены, что единственным результатом антипольских акций УПА стала эмиграция поляков в крупные города, что только ослабило украинцев на Волыни. Тем не менее, некоторые отряды мельниковцев боролись против польских отрядов АК, терроризировавших украинцев, и порою уничтожали польские села, служившие опорой польским «бандам».

## Послевоенный период
Племянник А. Мельника Антон Мельник и другие деятели ОУН были президентами Всемирного конгресса свободных украинцев (ныне Всемирный конгресс украинцев), созданного по инициативе А.Мельника. Глава Провода ОУН (м) в 1979—2012 гг. Николай Плавьюк стал последним президентом УНР в изгнании. Прекратил свои полномочия 22 августа 1992 года, когда официально передал свои инсигнии первому президенту независимой Украины Л. Кравчуку.
В 1993 году ОУН легализовалась на Украине как «общественная организация» национально-демократического направления.
Действующий глава ПУН и ОУН — 1-й заместитель председателя Государственного комитета телевидения и радиовещания Украины Богдан Червак. Член Провода ОУН Михаил Сидоржевский — председатель Национального союза писателей Украины.

## Комментарии
1. ↑  В истории существовало несколько подразделений, именовавшихся подобным образом: см. Украинский легион.